# 安迪·斯坦菲尔德
安德鲁·“安迪”·威廉·斯坦菲尔德（英語：Andrew "Andy" William Stanfield，1927年12月29日—1985年6月15日），美国男子短跑运动员。他曾获得1952年夏季奥运会田径比赛男子200米和4×100米接力金牌，1956年夏季奥运会男子200米银牌。